# Копичинецький народний драматичний театр імені Богдана Лепкого
Копичинецький народний драматичний театр імені Богдана Лепкого — самодіяльний драматичний театр міського центру культури й дозвілля в м. Копичинцях Копичинецької громади Чортківського району Тернопільської области.

## Історія
15 грудня 1967 року засновано самодіяльний драматичний театр, якому того ж року присвоєно звання «Самодіяльний народний театр». 
У 1946—1965 роках діяв як драматичний гурток при Копичинецькому будинку культури, від 1965 — самостійний театр. Від 1966 при театрі працює
студія з дворічним програмним навчанням.
Художній керівник і режисер театру — Орест Савка (1965—?); нині — Мар'яна Репко.

## Вистави
Поставлено понад 70 спектаклів, зокрема:
- 1970 — «Солов'їна ніч» В. Єжова;
- 1975 — «Підступність і кохання» Ф. Шіллера;
- 1978 — «Овід» Е.-Л. Войнич;
- 1984 — «Піти й не повернутись» В. Бикова;
- 1987 — «В списках не числився» Б. Васильєва;
- 1988 — «Дорога Олена Сергіївна» Л. Розумовської;
- 1989 — «Гайдамаки» за Т. Шевченком;
- 1990 — «Невольник» М. Кропивницького за Т Шевченком;
- 1993 — «У неділю рано зілля копала» О. Кобилянської;
- 1997 — «Мазепа, гетьман український» Б. Мельничука за Б. Легким;
- 2004 — «Мати-наймичка» за Т. Шевченком;
- 2008 — «Зв'язкова генерала» О. Савки[1];
- 2011 — «Тріумф прокурора Дальського» К. Гупала[2] та інші.

## Нагороди
- Тернопільська обласна премія імені Степана Будного (1980);
- Всеукраїнська премія імені братів Летких (1998);
- відзнаки республіканських та всесоюзних фестивалів художньої творчості (1975—1977, 1983—1987);
- відзнаки міжнародних фестивалів «Тернопільські театральні вечори» (1991—1993), обласного конкурсу ім. Леся Курбаса (1987, 1992, 1998[3], 2003), всеукраїнського фестивалю аматорських театрів за творами українських класиків (1992), всеукраїнських оглядів народної творчості (1999-2001), фестивалю «Театральна осінь — 2002» (м. Прилуки, Чернігівська область);
- багаторазовий переможець оглядів самодіяльної художньої творчості.